# Nove tendencije
Nove tendencije（フランス語：Nouvelles Tendances、「新しい傾向」）は、1961年から1973年にかけてザグレブで開催された芸術運動であり、国際的な評価を獲得した。
展示会、シンポジウム、出版物などを通じて、当時の多様な芸術潮流が紹介された。全体として、当時の現代美術館（現在のザグレブ現代美術館）とザグレブ市立ギャラリーの協力のもとで、計5回の展覧会が開催された。

## 解説
この運動は、1950年代に活動した芸術グループEXAT 51の試みを引き継ぐ形でもあり、1960年代から1970年代にかけての芸術的動向を、ほぼ科学的な基盤の上で統合しようとする意図を持っていた。また、当時のユーゴスラビアの「非同盟政策」にも共鳴していた。
一部の評価によれば、この運動は「偶然にも一つのマニフェステーション（表現の場）、つまり国際的な芸術家の隔年の集いへと発展した、最後のアヴァンギャルド運動」であるとされている。
NTの展示会では、戦前のいくつかの芸術潮流が再び活性化され、「多くの共通するが、決して同一ではない志向性を持つ芸術家たちが集まった」とされる。
この運動には、以下のような多様な概念が含まれていた：
視覚的研究、キネティック・アート（動く芸術）、ネオ構成主義、プログラム・アート、ゲシュタルト的表現、コンピュータ生成アート、アルテ・プログラマータなど。
これらの多様性は、「すべてが共通する心の状態、精神的な雰囲気、そして互いに近しい歴史的および社会的状況から生まれている」という点で結びついている。
展覧会『Bit international』は、「新しい傾向（NT）」の3つの段階を整理し、位置づけている。
- 国際運動としての形成とその拡散（1961年〜1965年）
- 「コンピュータと視覚的研究」セクションの導入（1968年〜1973年）
- コンセプチュアル・アート（概念芸術）セクションの導入（1973年）

## 歴史的背景
「1961年のヨーロッパのアーティストによるグループ展は、やがて『Nove tendencije（新しい傾向）』と呼ばれる国際的な運動へと発展した。この運動は、冷戦時代において、東欧と西欧、さらには南米からの亡命者たちを一堂に集めたという点でも特筆される。1965年以降には、アメリカ合衆国、ソビエト連邦、さらにアフリカやアジアからの参加も加わり、国際的な広がりを見せた。このような独自の状況は、当時社会主義体制にありながら非同盟の立場を取っていたユーゴスラビア、その中でもザグレブの文化的・地政学的な立ち位置によって可能となった」。
若い芸術家たちの非公式な集まりは、アルミール・マヴィニエールのアイデアに触発され、マトコ・メシュトロヴィッチおよび現代美術館の協力を得て、最初の『Nove tendencije（新しい傾向）』展となった。これが次第に、各展覧会の目標が明確に定められた包括的なプログラムへと発展していく。
当時のユーゴスラビアは、ワルシャワ条約機構とNATOの中間に位置する「緩衝地帯」としての役割を果たし、比較的保守的な社会においても一定の民主化と自由化が進められていた。こうした状況は、1971年のチトーによる新芸術運動や「クロアチアの春」への批判的な発言がなされるまで続いた。
1960年代、ヨーロッパ全体が経済的に安定していく中で生まれたこのようなリベラルな雰囲気は、芸術にとっても非常に重要であり、国際的な連携の発展に大きく寄与した。これはある種の「新しい楽観主義」とも呼べるものであり、「当時の知識人や芸術家の間に、社会的な進歩が単なる物質的・技術的な側面だけでなく、文化的な面にも及ぶという信頼感が広まり、自分たちもその“新しい大衆社会”の構築に貢献しようという気運が高まっていた」。
これらの背景は、広範な社会的・心理的要因の存在を裏付けており、「現代における知識人としての芸術家の役割」というテーマへの問いかけにもつながっている。

## Nove tendencije（新しい傾向）展
『Nove tendencije（新しい傾向）』の展覧会は、ザグレブの現代美術館を中心に集まった美術評論家たちによって企画された。主な組織メンバーには、ギャラリーの館長ボジョ・ベク、キュレーターのボリス・ケレメン、そしてマトコ・メシュトロヴィッチ、ラドスラフ・プタル、ディミトリエ・バシチェヴィッチ・マンゲロスといった批評家たちが含まれる。また、芸術家では、ザグレブのグループEXAT 51のメンバーであるイヴァン・ピツェリ、さらにアルミール・マヴィニエール（ブラジル系ドイツ人アーティスト）なども関わっていた。

### Nove tendencije
最初の『Nove tendencije（新しい傾向）』展は、1961年8月3日から9月14日まで、ザグレブの現代美術館にて開催され、「国際的なイベント・オブ・ザ・イヤー」とも評された。実際にはこれは、1959年から1960年にかけて数回ザグレブを訪れたブラジル人アーティスト、アルミール・マヴィニエールの発案に端を発するものであり、彼は芸術史家のマトコ・メシュトロヴィッチ、当時の現代美術館館長ボジョ・ベクと出会い、構想を深めた。
マヴィニエールはフランソワ・モレレットと協働しており、モレレットもザグレブに招かれて『Nove tendencije（新しい傾向）』展に参加することになった。こうした国際的な交流によってザグレブには新たな芸術的雰囲気が生まれ、この展覧会に参加したクロアチアの芸術家たちは、西欧の美術動向にも非常に精通していた。
彼らの目指すところは、「アンフォルメルの危機」を乗り越えること、あるいはG.C.アルガンの言葉を借りれば、「アンフォルメルの彼方へ」進むことだった。市場の飽和と芸術家自身の飽きから、新たな方向性を模索し始めたのである。彼らは直接的な前身をキネティック・アートやロシア構成主義に見出しており、日常と芸術、芸術家と鑑賞者との境界を取り払おうとした。観客は芸術作品の受け手であるだけでなく、創造の一部として参加者ともなった。
1961年の展覧会はやがてビエンナーレとして発展し、アーティストたちは「いかなる慣習からも自由であること」という共通の言語とモットーを見出す。もはやそれは古典的な二次元絵画ではなく、彫刻と絵画の融合による三次元オブジェであった。
主要な支持者・理論家には、ラドスラフ・プタル、ボリス・ケレメン、マトコ・メシュトロヴィッチらが挙げられ、第2回展以降により明確で堅固な理論的枠組みを提示し、展示および運営に深く関わっていく。
この最初の展覧会の直前、ヨーロッパではAzimuth&Azimut誌とギャラリー、ゼロ・グループ（Group Zero）、さらにウド・クルターマンによるモノクローム絵画展（レヴァークーゼン）などが活動していた。これらの関係者が、第一回『新しい傾向』展の中核メンバーとなる。たとえば、マンゾーニ、カステッラーニ、ドラツィオ、マック、ピーネ、フランスのGRAVグループ、フランソワ・モレレットなど、さらに多数のアーティストが参加した。
クロアチアからは、イヴァン・ピツェリとユーリエ・クニフェルが出品した。ピツェリは、主催者であり理論家でもあるメシュトロヴィッチと並び、本展のキーパーソンであり、展示・広報両面に貢献した。彼はポスターや雑誌『Bit International』の表紙デザインも手がけ、「孤高のアトリエにこもる芸術家像」を否定し、明晰で幾何学的・プログラム的なアートを制作した。
一方、ユーリエ・クニフェルは、ゴルゴナ・グループの一員ともみなされ、主題として「メアンダー（蛇行文様）」を提示する。このメアンダーをひたすら反復・展開し、最終的には不条理的な反絵画（アンチ・ピクチャ）へと昇華させた。彼にとってメアンダーは、「形而上的な性質と意味を持つもの」であり、「色を知らず、ただ光の白と闇の黒のみを扱う」と述べている。
このような相反性・矛盾は、初回展からすでに見られた特徴であり、作家ごとの個性の違いに由来するものである。ただし、それ以上に重要だったのは、どのような基準で作品が選ばれ、展示されるかという点である。一部の芸術家や手法は、技術的・科学的に進歩的なアプローチが優先されることで周縁化された。
「第一回ザグレブ展において支配的だったのは、より精神的・形而上的で、集中と瞑想を要するアートであり、純粋な構成主義的アートではなかった。特に、しばしば誤ってこの運動全体と同一視される光学的・ルミノキネティック・アートではなかった」。

### Nove tendencije 2
芸術家たちの協働や交流は、やがて『Nove tendencije（新しい傾向）』という運動の確立へとつながっていった。マトコ・メシュトロヴィッチは、フランスのGRAVグループとその二つのマニフェストに刺激を受け、1963年8月1日から9月15日にかけて開催された第2回『Nove tendencije（新しい傾向）』展の序文として「美術における新たな認識」というテキストを執筆した。これは、展覧会の目的と方向性を定義しようとしたものであり、『Nove tendencije（新しい傾向）』のマニフェストと見なされている。
この文章の中では、運動の基本的な目標として「個人主義の克服と科学的アプローチの受容」が掲げられていた。
同時期のイタリアでは、ブルーノ・ムナーリが企画し、ウンベルト・エーコが序文を寄せた展覧会『Arte programmata（アルテ・プログラマータ）』の開催を契機に、芸術家たちは二つのグループへと分かれていく。一方は同展の流れを汲んだ新たなプログラム的芸術（プログラマティック・アート）を推進し、もう一方はAzimuth&Azimutを中心に、すでに認知されていたアクロム（非彩色）およびモノクローム絵画を支持していた。
これらは第1回展でも扱われていたが、第2回展ではプログラム的芸術への支持が明確になり、作品の複製可能性への意識も生まれていた。この展覧会では、オプ・アート（Op Art）が大きな注目を集め、絵画は心理学（とくにゲシュタルト理論）の知見を必要とする合理的・科学的プロセスとして捉えられた。
また、視覚知覚の探求を目的とした新しい技術メディアによる実験も評価された。運動はより一体化し、参加作家にはイヴァン・ピツェリ、ユーリエ・クニフェル、ミロスラフ・シュテイ、クリストル、マヴィニエール、ドラツィオ、マック、ビアジ、ル・パルク、イヴァラルらが名を連ねている。
中でも、アレクサンダル・スルネツはルミノキネティック・アートと光のオブジェ作品において重要な位置を占め、「光そのものを作品の基本素材とする」という発想で注目された。
第2回と第3回展の間には運動の拡散が進んだ一方で、国際芸術シーンにおける存在感の強化も果たされた。ニューヨークで開催された展覧会『The Responsive Eye』では、ミロスラフ・シュテイとイヴァン・ピツェリの作品が紹介された。
しかし、成功の証とも思われたこの出来事を、主催者たちはむしろ『新しい傾向』運動の終焉の始まりと見なしていた。過度な拡大による誤解やアカデミズム化への懸念が生まれ、運動の初期理念が希薄化する可能性に対する警戒感が広がっていた。

### Nova tendencija 3
展覧会は、1965年8月13日から9月19日まで開催された。この回から、名称は複数形（Nove tendencije）から単数形（Nova tendencija）へと変更され、展覧会のテーマである「研究成果の公開（Divulgacija primjeraka istraživanja）」に合わせて、明確な方向性をもつ新たな運動として位置づけられた。
ニューヨークでの展示の影響もあり、運動はさらに一体化（ホモジナイズ）され、視覚原理だけでなく科学的原理への傾倒が強まっていった。芸術的感性は次第に後景へと退き、科学的な探究が重視されるようになる。
出展作家の入れ替わりが起こり、新しい作家たちが登場する一方で、著名な芸術家たちはもはや運動の一環として展示する必要を感じず、また芸術観の再構築（リオリエンテーション）を行う者も現れ、『新しい傾向』の運動はより不安定で脆弱なものとなった。
たとえばビアジにとっては、すでに1965年の時点でこの運動は終了していたとされ、個々の関係者の努力にもかかわらず、そうした認識は変わらなかった。
1965年8月18日にブレゾヴィツァで開催された作業会議では、数多くの問題提起と活発な議論が交わされ、それらの内容はNT3のカタログにも詳しく記録された。この会議において、すでに次回展NT4のテーマ「コンピュータと視覚的研究」が定められ、運動の今後の方向性が明確化された。
この回では、初めて東ヨーロッパのグループも参加し、国際性がさらに広がった。
出展者の中で、イヴァン・ピツェリとラディスラフ・リヒターは引き続き参加。リヒターは、「レリェフォメトリ（Reljefometri）」「セントリイ（Centrije）」「セントラ（Centra）」などの作品を通じて、鑑賞者が作品の生成に参加するような構成を試みた。彼は本来建築家・都市計画家であり、その作品は展示用のオブジェではなく、個人的なアイデアの具現化であった。
また、新たにチジュメク、チャンコヴィッチ、ヴリン、そして最も重要な存在としてユーライ・ドブロヴィッチが登場した。
ドブロヴィッチの主な関心は「ポリャ（Polja＝フィールド／場）」であり、それをシルクスクリーン（セリグラフ）、レリーフ作品、最終的には空間構造として展開していった。彼は一貫してより伝統的な素材と白の簡素さに忠実であり続けた。

### Tendencije 4
第3回展ではまだ人文学と技術文化の橋渡しを試みていたが、第4回展では技術文化に完全に重点が置かれることとなった。
第4回展は、1968年8月初旬に開催された「コンピュータと視覚的研究」コロキウムで幕を開け、1969年8月までおよそ1年間にわたり開催された。オープニングの講演はアブラハム・モールによって行われた。
この展覧会では、再び展覧会名が変更され、運動の継続性と同時に、関心領域の多様性が強調された。開催された展覧会には、NT4本展、最新の視覚的研究の事例展、およびNT1〜NT3の回顧展が含まれていた。
また、運動の活動継続、理念の拡張、広報と情報発信を目的として、『Bit International』誌が創刊される。この雑誌はNT4および『新しい傾向』全体と深く関係しており、編集委員にはボジョ・ベク、マトコ・メシュトロヴィッチ、ヴェラ・ホルヴァト・ピンタリッチ、ディミトリエ・バシチェヴィッチ、ボリス・ケレメン、ラドスラフ・プタル、そして表紙デザインを手がけたイヴァン・ピツェリが名を連ねた。
この段階で運動はコンピュータ研究に完全に舵を切るが、すべての参加者がこの方針に同意したわけではなかった。ビアジはこの動向に対し、「まさにその時代、現代世界は科学的進歩に基づく合理主義によってこれほどまでに揺らいだことはなく、権力の力学とその打破を望むエネルギーとの間にこれほどの分断が生じたことはなかった」と述べ、運動の終焉を予言していた。
コンピュータ研究への傾倒により、参加者の数は減少し、さらに新たな技術的可能性への理解不足によって芸術的制約も生まれた。一方で、コンピュータ専門家や技術者には芸術的感性が欠けていた。
それでも例外的な存在として言及されるのが、ウラディミル・ボナチッチである。彼は電子工学の技術者でありながら『Nove tendencije（新しい傾向）』の参加者となり、イヴァン・ピツェリと共同制作を行った。ボナチッチは、科学者と芸術家の理想的な融合を体現した人物であり、それは『新しい傾向』が第3回展以来、追求してきた理念であった。しかし、その理想は、論点の逸脱や一部芸術家の姿勢により、なかなか実現には至らなかった。

### Tendencije 5
全5回にわたる『Nove tendencije（新しい傾向）』展の最後の展覧会は、1973年6月1日から7月1日まで開催された。この展覧会は、ザグレブおよび広い地域にとって、非常に実りある時代の終焉を意味していた。
展覧会はこれまでの流れを引き継ぎつつも、新たな動向に門戸を開き、コンセプチュアル・アート（概念芸術）のセクションが導入された。
最終回ではあったが、依然として多数の参加者を記録しており、その活発さを保っていた。
特筆すべきは、ヴォイン・バキッチの存在である。彼は第2回展（NT2）から参加しており、最も革新的なクロアチアの彫刻家の一人とされている。今回の展覧会では、《放射する形（Forme koje zrače）》および《芽吹く形（Razlistale forme）》と題した作品を展示した。これらの彫刻は従来の「量塊（ヴォリューム）」という概念を排し、リズム、傾斜、光の反射といった要素に焦点を当てた表現を行っている。
展覧会の一環として、「現代芸術における合理と非合理」をテーマとしたシンポジウムも開催された。

### Tendencije 6
予定されていたにもかかわらず、展覧会は開催されなかったが、1978年には国際シンポジウムと、1966年〜1978年の「新しい芸術実践（Nova umjetnička praksa）」の回顧展のみが実施された。

## Nove tendencije（新しい傾向）の目的
『Nove tendencije（新しい傾向）』は、芸術と社会との関係性という問題に取り組む運動であり、芸術の社会化と民主化を目指していた。具体的には、一点物（ユニークピース）という絶対的価値の否定、複製作品（マルチプル）への同等の価値付与、そして芸術と科学の同一視を追求した。
運動の理論的支柱としては、マトコ・メシュトロヴィッチ、ラドスラフ・プタル、ヴェラ・ホルヴァト・ピンタリッチといったクロアチアの代表的な理論家たちが挙げられる。
『新しい傾向』は画家のみならず、当時大きな影響力を持っていたネオ構成主義、キネティック・アート、情報理論の理論家たちも巻き込んでいた。そのため、この運動は、イデオロギーの違いを超えて、西ヨーロッパ、東ヨーロッパ、南北アメリカの前衛的な芸術家と理論家たちを結びつけるものとなった。
主に参加していたのは、オプ・アート（Op Art）、キネティック・アート、ルミノキネティック・アートなどに取り組む芸術家たちである。
最も忠実な出展者は、以下のグループのメンバーであった：
- ドイツのZEROおよびEffekt
- フランスのGRAV
- イタリアのグルッポ・Nおよびグルッポ・T
- クロアチアのEXAT 51

この運動の頂点ともいえる瞬間は、1964年にパリ装飾美術館で開催された展覧会である。
その後も評価は続き、2008年から2009年にかけては、ドイツ・カールスルーエにおいて、『Bit International: [Nove] Tendencije - Computer And Visual Research、Zagreb1961–1973』と題された回顧展が開催された。

## 理論家
『Nove tendencije（新しい傾向）』に関わった主な理論家は以下のとおりである：
- ジュリオ・カルロ・アルガン（Giulio Carlo Argan）
- ウンブロ・アポロニオ（Umbro Apollonio）
- ラースロー・ベーケ（Laszlo Beke）
- パルマ・ブカレッリ（Palma Bucarelli）
- ウンベルト・エーコ（Umberto Eco）（「Arte programmata」に関する論考を執筆）
- ウド・クルターマン（Udo Kultermann）
- エンツォ・マーリ（Enzo Mari）
- マンフレード・マッシローニ（Manfredo Massironi）
- アブラハム・A・モール（Abraham A. Moles）
- フリーダー・ナーケ（Frieder Nake）

## 出展者
『Nove tendencije（新しい傾向）』に参加したクロアチアの代表的なアーティストは以下のとおりである：
- イヴァン・ピツェリ（Ivan Picelj）
- ユーリエ・クニフェル（Julije Knifer）
- アレクサンダル・スルネツ（Aleksandar Srnec）
- ヴェンチェスラフ・リヒター（Vjenceslav Richter）
- ヴォイン・バキッチ（Vojin Bakić）
- ユーライ・ドブロヴィッチ（Juraj Dobrović）
- ウラディミル・ボナチッチ（Vladimir Bonačić）
- ヴラド・クリストル（Vlado Kristl）
- ミロスラフ・シュテイ（Miroslav Šutej）
- イヴァン・チジュメク（Ivan Čižmek）
- アンテ・ヴリン（Ante Vulin）

『新しい傾向（Nove tendencije）』に参加した国外の代表的なアーティストおよびグループは以下のとおりである：
- ゼロ（ZERO）グループおよび雑誌：ハインツ・マック（Heinz Mack）、オットー・ピーネ（Otto Piene）、ギュンター・ユッカー（Günther Uecker）、ピエロ・ドラツィオ（Piero Dorazio）
- アジムート（Azimuth）およびアジムート・ギャラリー（Azimut）：エンリコ・カステッラーニ（Enrico Castellani）、ピエロ・マンゾーニ（Piero Manzoni）、ジェトゥリオ・アルヴィアーニ（Getulio Alviani）
- モチュス／GRAV（1962年以降）：フリオ・ル・パルク（Julio Le Parc）、フランソワ・モレレット（François Morellet）、イヴァラル（Yvaral）、ヘスス・ラファエル・ソト（Jesus Raphael Soto）、フランツ・モルナー（Franz Molnar）、ヴェラ・モルナー（Vera Molnar）、ダダマイノ（Dadamaino）、ルイス・トマセロ（Luis Tomasello）、フランシスコ・ソブリノ（Francisco Sobrino）、オラシオ・ガルシア・ロッシ（Horacio Garcia Rossi）
- グルッポ・N（エンネ）：アルベルト・ビアジ（Alberto Biasi）、マンフレード・マッシローニ（Manfredo Massironi）、エンニオ・キッジョ（Ennio Chiggio）、トニ・コスタ（Toni Costa）、エドアルド・ランディ（Edoardo Landi）
- グルッポ・T：ジョヴァンニ・アンネスキ（Giovanni Anesci）、ジャンニ・コロンボ（Gianni Colombo） ほか
- グルッポ・MID：アントニオ・バレーゼ（Antonio Barese）、アルベルト・マランゴーニ（Alberto Marangoni） ほか
- グルッポ・チベルネーティカ（Cibernetica）：ヴィットリオ・ダウグスト（Vittorio d'Augusto）、ジョルジョ・ベンツィ（Giorgio Benzi）、ピノ・パリーニ（Pino Parini）、ジュリオ・テドーリ（Giulio Tedoli）
- NULグループ（オランダ）
- エフェクト・グループ（ドイツ）：ディーター・ハッカー（Dieter Hacker）、カール・ラインハルツ（Karl Reinhartz）、ヴァルター・ツァーリンガー（Walter Zahringer）
- Dviženie（ソビエト連邦）：レフ・ヌスベルク（Lev Nusberg）
- アート・リサーチ・センター・グループ（アメリカ）：ナンシー・A・スティーヴンス（Nancy A. Stephens）、トーマス・M・スティーヴンス（Thomas M. Stephens）、ピーター・クラップ（Petter Clap）
- エキポ57（Equipo 57、スペイン）：アンヘル・ドゥアルテ（Angel Duarte）、ホセ・ドゥアルテ（Jose Duarte）

## 文献
- Nove tendencije 2, Zagreb, 1. VIII.-15. IX. 1963., Katalog izložbe, Zagreb, 1963.
- Peter Weibel, Margit Rosen: bit international. [Nove] tendencije - Computer und visuelle Forschung. Zagreb 1961 - 1973, Zentrum für Kunst und Medientechnologie, Karlsruhe, ISBN 978-3-930194-06-3
- Jerko Denegri, Exat 51 i Nove tendencije : umjetnost konstruktivnog pristupa, Zagreb: Horetzky, 2000., 194-497.
- Fritz, Darko. "Nove tendencije". Oris (Zagreb) 10, br. 54 (2008), 176-191.
- Fritz, Darko; Rosen, Margit i Weibel, Peter. Nove tendencije, Computer und Visuelle Forschung, Zagreb 1961-73, (izložba), ZKM, Medienmuseum, Karlsruhe, 2008. http://www02.zkm.de/bit/ Archived 23 May 2010[Date mismatch] at the Wayback Machine.
- Horvat Pintarić, Vera. Exat 51 & New Tendencies : avant-garde and international events in Croatian art in the 1950s and 1960s (tekst Marijan Susovski). Muzej suvremene umjetnosti, Zagreb, 2002.
- Meštrović, Matko (ur.). Nove tendencije 2 (katalog izložbe), Galerija suvremene umjetnosti, Zagreb, 1963.